# Hòa âm Ánh sáng (mùa 1)
Mùa 1 của chương trình Hòa âm Ánh sáng được diễn ra vào năm 2015.

## Sản xuất
Buổi họp báo của chương trình đã được tổ chức vào ngày 20 tháng 1 năm 2015 tại Thành phố Hồ Chí Minh.
Chương trình được ghi hình và tổ chức tại Nhà thi đấu Quân khu 7.
Dù yêu thích khâu sản xuất của chương trình và "tiếc nuối" với quyết định của mình, nữ ca sĩ Thu Minh cho biết cô đã từ chối lời mới làm giám khảo của Hòa âm Ánh sáng cũng như lời mời giám khảo cho mùa thi thứ ba của Giọng hát Việt vì đang mang thai. Dù vậy, cô đã nhận lời mời làm giám khảo Vietnam Idol mùa 6.
Sau khi tài xế riêng của Hồ Ngọc Hà đã gây tai nạn giao thông khiến một người tử vong tại sân bay Tân Sơn Nhất, Thành phố Hồ Chí Minh, cô quyết định tạm dừng vị trí giám khảo và vắng mặt liveshow 4 của mình để giải quyết các công việc cá nhân liên quan đến vụ việc. Đại diện ban tổ chức của chương trình cho biết họ vẫn sẽ tôn trọng và tạo điều kiện để cô có thể sắp xếp công việc cá nhân dù không rõ về sự trở lại của cô ở các tập phát sóng sau Tết. Tuy nhiên, Hồ Ngọc Hà đã tiếp tục trở lại tham gia chương trình từ đêm diễn thứ 5.

## Đội hình
Tại buổi họp báo công bố của Hòa âm Ánh sáng, ban tổ chức cho biết sẽ có tám nhóm dự thi trong chương trình, tuy nhiên, ca sĩ của một nhóm vẫn được giữ bí mật và chỉ được tiết lộ cho đến ngày phát sóng.
Nữ ca sĩ Hoàng Thùy Linh là cái tên đầu tiên được chương trình tiết lộ trước buổi họp báo. Tuy nhiên, vào buổi sáng ngày phát sóng tập đầu tiên - 25 tháng 1 năm 2015, ban tổ chức đã quyết định thay thế cô bằng nữ ca sĩ Bảo Anh, một thí sinh đến từ mùa 1 của chương trình Giọng hát Việt vì nhà sản xuất chương trình cho rằng đây chưa phải là thời điểm thích hợp để Hoàng Thùy Linh tham gia nhưng hứa hẹn sẽ hợp tác với cô trong tương lai.
Nữ ca sĩ Tóc Tiên ban đầu đã từ chối lời mời tham gia chương trình vì lịch làm việc bận rộn của mình tại Mỹ. Nhưng cô đã đổi ý sau khi nhận được phản hồi tích cực của khán giả từ sự kiện quảng bá hãng rượu Haig Club cùng David Beckham tại Việt Nam.
| Thứ tự | Ca sĩ                        | Nhà sản xuất             | DJ             |
| ------ | ---------------------------- | ------------------------ | -------------- |
| 1      | Bảo Anh                      | Addy Trần                | Melo           |
| 2      | Pha Lê                       | Hiền Năng Châu Đăng Khoa | NJAY           |
| 3      | Giang Hồng Ngọc              | Duy Anh                  | King Lady      |
| 4      | Isaac                        | Only C                   | Gin            |
| 5      | Tóc Tiên                     | Long Halo                | Hoàng Touliver |
| 6      | Đông Nhi                     | Đỗ Hiếu                  | Mike Hào       |
| 7      | PB Nation (Hoàng Tôn, Hà Lê) | Phúc Bồ                  | Lê Trình       |
| 8      | Sơn Tùng M-TP                | Slim V                   | Trang Moon     |

Vào đêm thứ 8, đội của Sơn Tùng M-TP đã chính thức từ bỏ vì những lý do sức khỏe cá nhân của anh.

## Mùa 1
| † | Các ca khúc sáng tác mới được ra mắt lần đầu tiên. |

### Liveshow 1: Freestyle
| Thứ tự | Nhóm                                 | Bài hát (Sáng tác)                                                                                    |
| ------ | ------------------------------------ | --- |
| 1      | Tóc Tiên Long Halo DJ Hoàng Touliver | "Thiên thần (Angel)" (Hoài An)                                                                        |
| 2      | Pha Lê Hiền Năng & Đăng Khoa DJ NJAY | "Let It Go" (Kristen Anderson-Lopez, Robert Lopez) "Nóng" (BigDaddy, TinyC) "Chuyện nhỏ" (Tuấn Khanh) |
| 3      | Bảo Anh Addy Trần DJ Melo            | "Nhớ nhung" (Nguyễn Hoàng Duy)                                                                        |
| 4      | Isaac Only C DJ Gin                  | "Nơi anh không thuộc về" (Only C, Jong Kay) "Hai cô tiên" (Only C, Clownd Hoàng)                      |
| 5      | Đông Nhi Đỗ Hiếu DJ Mike Hào         | "Nghe này chàng trai" (Đông Nhi) "Bad Boy" (Đỗ Hiếu)                                                  |
| 6      | Giang Hồng Ngọc Duy Anh DJ King Lady | "Bèo dạt mây trôi" (Dân ca Bắc bộ)                                                                    |
| 7      | PB Nation Phúc Bồ DJ Lê Trình        | "Vượt qua" (Phúc Bồ)                                                                                  |
| 8      | Sơn Tùng M-TP Slim V DJ Trang Moon   | "Em của ngày hôm qua" (Sơn Tùng M-TP)                                                                 |

### Liveshow 2: Non sông gấm vóc/Trance
| Thứ tự | Nhóm                                 | Ca khúc (Sáng tác) | Điểm từ ban giám khảo (Nguyễn Hải Phong,Hồ Ngọc Hà,Lưu Thiên Hương & Hoàng Anh) | Tổng số điểm quy đổi (Giám khảo,khán giả) | Xếp hạng |
| ------ | ------------------------------------ | --- | ------------------------------------------------------------------------------- | ----------------------------------------- | -------- |
| 1      | Sơn Tùng M-TP Slim V DJ Trang Moon   | "Thái Bình mồ hôi rơi" (Sơn Tùng M-TP) †                                                                                   | 38.5 (9.5, 10, 9.5, 9.5)                                                        | 14 (7, 7)                                 | 1        |
| 2      | Pha Lê Hiền Năng & Đăng Khoa DJ NJAY | "Bonjour Vietnam" (Marc Lavoine) "Dòng máu lạc hồng" (Lê Quang) "Bốn chữ lắm" (Phạm Toàn Thắng) "Hòn vọng phu" (Lê Thương) | 35.5 (9, 9, 9, 8.5)                                                             | 2 (1, 1)                                  | 8        |
| 3      | Đông Nhi Đỗ Hiếu DJ Mike Hào         | "Đất nước lời ru" (Văn Thành Nho)                                                                                          | 37 (9.5, 9.5, 9, 9)                                                             | 11 (3, 8)                                 | 4        |
| 4      | Bảo Anh Addy Trần DJ Melo            | "Xinh tươi Việt Nam" (Nguyễn Hồng Thuận)                                                                                   | 37 (9.5, 9.5, 9, 9)                                                             | 7 (3, 4)                                  | 7        |
| 5      | Isaac Only C DJ Gin                  | "Earth Song" (Michael Jackson, David Foster, Bill Bottrell)                                                                | 38.5 (10, 9.5, 9.5, 9.5)                                                        | 10 (7, 3)                                 | 5        |
| 6      | Giang Hồng Ngọc Duy Anh DJ King Lady | "Con cò" (Lưu Hà An) | 38.5 (9.5, 9.5, 10, 9.5)                                                        | 12 (7, 5)                                 | 3        |
| 7      | Tóc Tiên Long Halo DJ Hoàng Touliver | "Hoa cỏ mùa xuân" (Bảo Chấn)                                                                                               | 38.5 (9.5, 9.5, 9.5, 10)                                                        | 13 (7, 6)                                 | 2        |
| 8      | PB Nation Phúc Bồ DJ Lê Trình        | "Thành phố trẻ" (Trần Tiến) "Tôi tên Việt Nam" (Phúc Bồ)                                                                   | 39 (10, 9.5, 9.5, 10)                                                           | 10 (8, 2)                                 | 6        |

### Liveshow 3: Cuộc sống mới, kỷ nguyên mới/Rap, hip-hop, dubstep, trap và R&B
| Thứ tự | Nhóm                                 | Bài hát (Sáng tác)                             | Điểm từ ban giám khảo (Nguyễn Hải Phong, Hồ Ngọc Hà, Lưu Thiên Hương, Hoàng Anh) | Tổng điểm quy đổi (Giám khảo, khán giả) | Xếp hạng |
| ------ | ------------------------------------ | ---------------------------------------------- | -------------------------------------------------------------------------------- | --------------------------------------- | -------- |
| 1      | Giang Hồng Ngọc Duy Anh DJ King Lady | "Crying Over You" (JustaTee)                   | 37 (9, 9, 9.5, 9.5)                                                              | 10 (4, 6)                               | 3        |
| 2      | PB Nation Phúc Bồ DJ Lê Trình        | "Đông cuối" (Phúc Bồ)                          | 37 (9.5, 9, 9, 9.5)                                                              | 6 (4, 2)                                | 6        |
| 3      | Isaac Only C DJ Gin                  | "Tắt đèn" (OnlyC, Yong Kay) †                  | 37 (9.5, 9.5, 9, 9)                                                              | 7 (4, 3)                                | 5        |
| 4      | Pha Lê Hiền Năng & Đăng Khoa DJ NJAY | "Chơi vơi tôi ru tôi" (Hồ Hoài Anh)            | 36.5 (9, 9, 9, 9.5)                                                              | 2 (1, 1)                                | 7        |
| 5      | Sơn Tùng M-TP Slim V DJ Trang Moon   | "Không phải dạng vừa đâu" (Sơn Tùng M-TP)      | 40 (10, 10, 10, 10)                                                              | 15 (8, 7)                               | 1        |
| 6      | Bảo Anh Addy Trần DJ Melo            | "Anh muốn em sống sao" (Chi Dân)               | 37.5 (9.5, 9.5, 9, 9.5)                                                          | 9 (5, 4)                                | 4        |
| 7      | Tóc Tiên Long Halo DJ Hoàng Touliver | "Em về tinh khôi" (Quốc Bảo)                   | 38 (9, 9.5, 9.5, 10)                                                             | 11 (6, 5)                               | 2        |
| 8      | Đông Nhi Đỗ Hiếu DJ Mike Hào         | "Shake the Rhythym (Hãy nói yêu em)" (Đỗ Hiếu) | 39.5 (10, 10, 10, 9.5)                                                           | 15 (7, 8)                               | 1        |

### Liveshow 4: Hòa mình cùng âm nhạc/House
| Thứ tự | Nhóm                                 | Bài hát (Sáng tác)                                                                                 | Điểm từ ban giám khảo (Nguyễn Hải Phong, Lưu Thiên Hương, Hoàng Anh) | Tổng điểm quy đổi (Giám khảo, khán giả) | Xếp hạng |
| ------ | ------------------------------------ | -------------------------------------------------------------------------------------------------- | -------------------------------------------------------------------- | --------------------------------------- | -------- |
| 1      | Tóc Tiên Long Halo DJ Hoàng Touliver | "Ngày mai" (Lưu Thiên Hương)                                                                       | 29.5 (10, 9.5, 10)                                                   | 15 (8, 7)                               | 1        |
| 2      | Bảo Anh Addy Trần DJ Melo            | "As Long as You Love Me" (Rodney Jerkins, Andre Lindal, Nasri Atweh, Sean Anderson, Justin Bieber) | 28 (9.5, 9, 9.5)                                                     | 8 (4, 4)                                | 4        |
| 3      | Pha Lê Hiền Năng & Đăng Khoa DJ NJAY | "Yêu dại khờ" (Quang Huy)                                                                          | 27.5 (9, 9, 9.5)                                                     | 2 (1, 1)                                | 6        |
| 4      | Isaac Only C DJ Gin                  | "Cheri, Cheri Lady" (Dieter Bohlen)                                                                | 28.5 (9.5, 9.5, 9.5)                                                 | 9 (6, 3)                                | 3        |
| 5      | Đông Nhi Đỗ Hiếu DJ Mike Hào         | "Papi" (RedOne, AJ Junior, BeatGeek, Teddy Sky, Bilal "The Chef", Jimmy Joker)                     | 28.5 (9.5, 9.5, 9.5)                                                 | 12 (6, 6)                               | 2        |
| 6      | Giang Hồng Ngọc Duy Anh DJ King Lady | "Chỉ là giấc mơ" (Kim Ngọc)                                                                        | 29 (9.5, 10, 9.5)                                                    | 12 (7, 5)                               | 2        |
| 7      | Sơn Tùng M-TP Slim V DJ Trang Moon   | "Nắng ấm xa dần" (Sơn Tùng M-TP)                                                                   | 28 (9, 9.5, 9.5)                                                     | 12 (4, 8)                               | 2        |
| 8      | PB Nation Phúc Bồ DJ Lê Trình        | "Lời hứa đầu năm" (PB Nation) "Ngày Tết quê em" (Hà Lê, Từ Huy)                                    | 28 (9.5, 9.5, 9)                                                     | 6 (4, 2)                                | 5        |

### Liveshow 5: Dân gian/World music
| Thứ tự | Nhóm                                 | Bài hát (Sáng tác)                                                   | Điểm từ ban giám khảo (Nguyễn Hải Phong, Hồ Ngọc Hà, Lưu Thiên Hương, Hoàng Anh) | Tổng điểm quy đổi (Giám khảo, khán giả) | Xếp hạng |
| ------ | ------------------------------------ | -------------------------------------------------------------------- | -------------------------------------------------------------------------------- | --------------------------------------- | -------- |
| 1      | PB Nation Phúc Bồ DJ Lê Trình        | "Đế em rời xa" (FB Boiz)                                             | 38 (9.5, 9.5, 9.5, 9.5)                                                          | 5 (4, 1)                                | 5        |
| 2      | Bảo Anh Addy Trần DJ Melo            | "Somebody That I Used to Know" (Wally de Backer, Luiz Bonfá)         | 38 (9.5, 9.5, 9.5, 9.5)                                                          | 7 (4, 3)                                | 3        |
| 3      | Giang Hồng Ngọc Duy Anh DJ King Lady | "Cỏ và mưa" (Giáng Son)                                              | 39.5 (10, 10, 9.5, 10)                                                           | 11 (5, 6)                               | 1        |
| 4      | Isaac Only C DJ Gin                  | "Dalinda" (Alex Mica)                                                | 38 (10, 9.5, 9.5, 9)                                                             | 6 (4, 2)                                | 4        |
| 5      | Tóc Tiên Long Halo DJ Hoàng Touliver | "Dạ cổ hoài lang" (Cao Văn Lầu) (Tóc Tiên trình diễn cùng Thành Lộc) | 39.5 (9.5, 10, 10, 10)                                                           | 10 (6, 4)                               | 2        |
| 6      | Đông Nhi Đỗ Hiếu DJ Mike Hào         | "Baby là anh đó" (Hoàng Tôn)                                         | 38 (9.5, 9.5, 9.5, 9.5)                                                          | 10 (4, 6)                               | 2        |

### Liveshow 6: Sáng tác mới
| Thứ tự | Nhóm                                 | Bài hát (Sáng tác)                                                                            | Điểm từ ban giám khảo (Nguyễn Hải Phong, Hồ Ngọc Hà, Lưu Thiên Hương, Hoàng Anh) | Tổng điểm quy đổi (Giám khảo, khán giả) | Xếp hạng |
| ------ | ------------------------------------ | --------------------------------------------------------------------------------------------- | -------------------------------------------------------------------------------- | --------------------------------------- | -------- |
| 1      | Bảo Anh Addy Trần DJ Melo            | "Thôi anh đi đi" (Addy Trần) †                                                                | 37.5 (9, 9.5, 9.5, 9.5)                                                          | 3 (1, 2)                                | 5        |
| 2      | Isaac Only C DJ Gin                  | "Yêu không nghỉ phép" (Nguyễn Phúc Thiện) †                                                   | 39.5 (9.5, 10, 10, 10)                                                           | 11 (7, 4)                               | 2        |
| 3      | Giang Hồng Ngọc Duy Anh DJ King Lady | "Giây phút cuối" (Hoàng Huy Long) †                                                           | 38 (9.5, 9.5, 9.5, 9.5)                                                          | 6 (3, 3)                                | 4        |
| 4      | Sơn Tùng M-TP Slim V DJ Trang Moon   | "Khuôn mặt đáng thương" (Sơn Tùng M-TP) †                                                     | 38.5 (10, 9.5, 9.5, 9.5)                                                         | 11 (5, 6)                               | 2        |
| 5      | Đông Nhi Đỗ Hiếu DJ Mike Hào         | "Vì ai? Vì anh" (Đỗ Hiếu, Đông Nhi) †                                                         | 38.5 (9.5, 10, 9.5, 9.5)                                                         | 12 (5, 7)                               | 1        |
| 6      | PB Nation Phúc Bồ DJ Lê Trình        | "Mọi sự là vì em" (PB Nation) † (PB Nation trình diễn cùng Bảo Kun)                           | 39.5 (10, 10, 10, 9.5)                                                           | 8 (7, 1)                                | 3        |
| 7      | Tóc Tiên Long Halo DJ Hoàng Touliver | "D.C.M.A. (Đâu cần một ai)" (Hoàng Touliver) † (Tóc Tiên trình diễn cùng Big Daddy và Andree) | 38 (10, 9.5, 9.5, 9.5)                                                           | 8 (3, 5)                                | 3        |

### Liveshow 7: Trở về quá khứ/Disco, Dance
| Thứ tự | Nhóm                                 | Bài hát (Sáng tác) | Điểm từ ban giám khảo (Nguyễn Hải Phong, Hồ Ngọc Hà, Lưu Thiên Hương, Hoàng Anh) | Tổng điểm quy đổi (Giám khảo, khán giả) | Xếp hạng |
| ------ | ------------------------------------ | --- | -------------------------------------------------------------------------------- | --------------------------------------- | -------- |
| 1      | Đông Nhi Đỗ Hiếu DJ Mike Hào         | "Geisha Dreams" (Gary Mill, Nick Williams, Jakob Skarin)                                                                    | 37 (9, 9, 9.5, 9.5)                                                              | 9 (2, 7)                                | 2        |
| 2      | Isaac Only C DJ Gin                  | "I Will Survive" (Freddie Perren, Dino Fekaris) "Trái tim bên lề" (Phạm Khải Tuấn)                                          | 39.5 (9.5, 10, 10, 10)                                                           | 10 (6, 4)                               | 1        |
| 3      | Bảo Anh Addy Trần DJ Melo            | "Bóng mây qua thềm" (Võ Thiện Thanh)                                                                                        | 38 (9.5, 9.5, 9.5, 9.5)                                                          | 5 (3, 2)                                | 4        |
| 4      | Tóc Tiên Long Halo DJ Hoàng Touliver | "Em đẹp nhất đêm nay" (Bản gốc "La Plus Belle Pour Aller Danser": Georges Garvarentz, Charles Aznavour, lời Việt: Phạm Duy) | 37 (9, 9, 9.5, 9.5)                                                              | 7 (2, 5)                                | 3        |
| 5      | Giang Hồng Ngọc Duy Anh DJ King Lady | "My Everything" (Tiên Tiên)                                                                                                 | 40 (10, 10, 10, 10)                                                              | 10 (7, 3)                               | 1        |
| 6      | PB Nation Phúc Bồ DJ Lê Trình        | "Uptown Funk" (Mark Ronson, Jeff Bhasker, Bruno Mars, Philip Lawrence)                                                      | 39.5 (10, 10, 10, 9.5)                                                           | 7 (6, 1)                                | 3        |
| 7      | Sơn Tùng M-TP Slim V DJ Trang Moon   | "Cơn mưa ngang qua" (Sơn Tùng M-TP)                                                                                         | 38.5 (9, 9.5, 9.5, 9.5)                                                          | 10 (4, 6)                               | 1        |

### Liveshow 8: Play Hard/Rock metal, nhạc điện tử, bass
| Thứ tự | Nhóm                                 | Bài hát (Sáng tác) | Điểm từ ban giám khảo (Nguyễn Hải Phong, Hồ Ngọc Hà, Lưu Thiên Hương, DJ Hoàng Anh) | Tổng điểm quy đổi (Giám khảo, khán giả) | Xếp hạng |
| ------ | ------------------------------------ | --- | ----------------------------------------------------------------------------------- | --------------------------------------- | -------- |
| 1      | Isaac Only C DJ Gin                  | "Baby" (Justin Bieber, Christopher "Tricky" Stewart, Terius "The-Dream" Nash, Christopher Bridges, Christina Milian) "What Makes You Beautiful" (Rami Yacoub, Carl Falk, Savan Kotecha) | 39.5 (9.5, 10, 10, 10)                                                              | 7 (4, 3)                                | 2        |
| 2      | Đông Nhi Đỗ Hiếu DJ Mike Hào         | "30 ngày yêu" (Đông Nhi) | 38.5 (9.5, 10, 9.5, 9.5)                                                            | 7 (2, 5)                                | 2        |
| 3      | Tóc Tiên Long Halo DJ Hoàng Touliver | "Người đàn bà hóa đá" (Trần Lập) | 40 (10, 10, 10, 10)                                                                 | 7 (5, 2)                                | 2        |
| 4      | Giang Hồng Ngọc Duy Anh DJ King Lady | "Still Loving You" (sáng tác gốc: Klaus Meine, Rudolf Schenker; lời Việt: Trang Pháp)                                                                                                   | 39.5 (9.5, 10, 10, 10)                                                              | 8 (4, 4)                                | 1        |
| 5      | PB Nation Phúc Bồ DJ Lê Trình        | "It's My Life" (Jon Bon Jovi, Richie Sambora, Max Martin) "Tìm lại" (Microwave) "We Will Rock You" (Brian May)                                                                          | 37.5 (9, 9.5, 9, 10)                                                                | 2 (1, 1)                                | 3        |

### Liveshow 9: Ca khúc hit
| Thứ tự | Nhóm                                 | Bài hát (Sáng tác)                               | Điểm từ ban giám khảo (Nguyễn Hải Phong, Hồ Ngọc Hà, Lưu Thiên Hương) | Tổng điểm quy đổi (Giám khảo, khán giả) | Xếp hạng |
| ------ | ------------------------------------ | ------------------------------------------------ | --------------------------------------------------------------------- | --------------------------------------- | -------- |
| 1      | Isaac Only C DJ Gin                  | "Tình về nơi đâu" (Nguyễn Hải Phong)             | 28.5                                                                  | 6 (2, 4)                                | 3        |
| 2      | PB Nation Phúc Bồ DJ Lê Trình        | "Hà Nội mùa vắng những cơn mưa" (Trương Quý Hải) | 29                                                                    | 5 (4, 1)                                | 4        |
| 3      | Tóc Tiên Long Halo DJ Hoàng Touliver | "Đường cong" (Nguyễn Hải Phong)                  | 29                                                                    | 6 (4, 2)                                | 3        |
| 4      | Giang Hồng Ngọc Duy Anh DJ King Lady | "Chị tôi" (Trọng Đài)                            | 29.5                                                                  | 8 (5, 3)                                | 1        |
| 5      | Đông Nhi Đỗ Hiếu DJ Mike Hào         | "Tóc nâu môi trầm" (Quốc Bảo)                    | 28.5                                                                  | 7 (2, 5)                                | 2        |

### Liveshow 10: Thử thách ban giám khảo
| Thứ tự | Nhóm                                 | Bài hát (Sáng tác)                                 | Điểm từ ban giám khảo (Nguyễn Hải Phong, Hồ Ngọc Hà, Lưu Thiên Hương) | Tổng điểm quy đổi (Giám khảo, khán giả) | Xếp hạng |
| ------ | ------------------------------------ | -------------------------------------------------- | --------------------------------------------------------------------- | --------------------------------------- | -------- |
| 1      | Giang Hồng Ngọc Duy Anh DJ King Lady | "Mãi mãi về sau" (Dương Khắc Linh, Hoàng Huy Long) | 38 (9.5, 9.5, 9.5, 9.5)                                               | 4 (2, 2)                                | 3        |
| 2      | Tóc Tiên Long Halo DJ Hoàng Touliver | "Sao anh vẫn chờ" (Lưu Thiên Hương)                | 38 (9.5, 9.5, 9.5, 9.5)                                               | 3 (2, 1)                                | 4        |
| 3      | Đông Nhi Đỗ Hiếu DJ Mike Hào         | "...Baby One More Time" (Max Martin)               | 40 (10, 10, 10, 10)                                                   | 8 (4, 4)                                | 1        |
| 4      | Isaac Only C DJ Gin                  | "Bấc Kim Thang" (Dân ca Bắc Bộ)                    | 40 (10, 10, 10, 10)                                                   | 7 (4, 3)                                | 2        |

### Liveshow 11: Chung kết
| Thứ tự | Nhóm                                 | Bài hát (Sáng tác)                                              | Điểm từ ban giám khảo (Nguyễn Hải Phong, Hồ Ngọc Hà, Lưu Thiên Hương) | Tổng điểm quy đổi từ hai tiết mục (Giám khảo, khán giả) | Xếp hạng chung cuộc |
| ------ | ------------------------------------ | --------------------------------------------------------------- | --------------------------------------------------------------------- | ------------------------------------------------------- | ------------------- |
| 1      | Tóc Tiên Long Halo DJ Hoàng Touliver | "Thế giới không có anh" (Lương Bằng Quang) †                    | 39,5 (10, 10, 10, 9,5)                                                | 3 (2, 1)                                                | 4                   |
| 2      | Isaac Only C DJ Gin                  | "Xin hãy thứ tha" (Nhạc: Dương Khắc Linh & lời: Hoàng Huy Long) | 39,5 (10, 10, 10, 9,5)                                                | 5 (2, 3)                                                | 3                   |
| 3      | Đông Nhi Đỗ Hiếu DJ Mike Hào         | "Hot" (sáng tác gốc: Dada; lời Việt: Nathan Lee)                | 40 (10, 10, 10, 10)                                                   | 8 (4, 4)                                                | 1                   |
| 4      | Giang Hồng Ngọc Duy Anh DJ King Lady | "Lột xác" (Nguyễn Hải Phong)                                    | 40 (10, 10, 10, 10)                                                   | 6 (4, 2)                                                | 2                   |
| 5      | Đông Nhi Đỗ Hiếu DJ Mike Hào         | "Taxi" (Nguyễn Hải Phong)                                       | 40 (10, 10, 10, 10)                                                   | 8 (4, 4)                                                | 1                   |
| 5      | Isaac Only C DJ Gin                  | "Taxi" (Nguyễn Hải Phong)                                       | 39,5 (10, 10, 10, 9,5)                                                | 5 (2, 3)                                                | 3                   |
| 6      | Giang Hồng Ngọc Duy Anh DJ King Lady | "Chờ người nơi ấy" (Huy Tuấn)                                   | 40 (10, 10, 10, 10)                                                   | 6 (4, 2)                                                | 2                   |
| 6      | Tóc Tiên Long Halo DJ Hoàng Touliver | "Chờ người nơi ấy" (Huy Tuấn)                                   | 39,5 (10, 10, 10, 9,5)                                                | 3 (2, 1)                                                | 4                   |

### Liveshow 12: Gala trao giải
| Tiết mục                                           | Nghệ sĩ                        |
| -------------------------------------------------- | ------------------------------ |
| "The Diva Dance" Stranger in Paradise"             | Ngọc Tuyền                     |
| "Tăng ga"                                          | PB Nation                      |
| "Get High"                                         | Lưu Hương Giang                |
| "Con cò"                                           | Giang Hồng Ngọc                |
| "Y.Ê.U" "Call Your Name" "Tell Me Why"             | Min ST.319, JustaTee và Mr.A   |
| "Thu cuối"                                         | Isaac và Giang Hồng Ngọc       |
| "Bad Boy"                                          | Đông Nhi                       |
| "Nơi anh không thuộc về"/"Hai cô tiên"             | Isaac                          |
| "Just You"                                         | Hoàng Thùy Linh                |
| "Vì ai vì anh" "Cheri, Cheri Lady" "My Everything" | Đông Nhi Isaac Giang Hồng Ngọc |

### Thứ tự loại
| Thứ tự | Các đêm diễn | Các đêm diễn | Các đêm diễn | Các đêm diễn | Các đêm diễn | Các đêm diễn | Các đêm diễn | Các đêm diễn | Các đêm diễn | Các đêm diễn | Các đêm diễn |
| Thứ tự | 2            | 3            | 4            | 5            | 6            | 7            | 8[e]         | 9            | 10           | Chung kết    |              |
| ------ | ------------ | ------------ | ------------ | ------------ | ------------ | ------------ | ------------ | ------------ | ------------ | ------------ | ------------ |
| 1      | Sơn Tùng     | Đông Nhi     | Tóc Tiên     | Hồng Ngọc    | Đông Nhi     | Sơn Tùng[c]  | Hồng Ngọc    | Hồng Ngọc    | Đông Nhi     | Đông Nhi     |              |
| 2      | Tóc Tiên     | Sơn Tùng     | Sơn Tùng     | Tóc Tiên     | Sơn Tùng[a]  | Isaac[c]     | Isaac        | Đông Nhi     | Isaac        | Hồng Ngọc    |              |
| 3      | Hồng Ngọc    | Tóc Tiên     | Hồng Ngọc    | Đông Nhi     | Isaac[a]     | Hồng Ngọc[c] | Đông Nhi     | Tóc Tiên     | Hồng Ngọc    | Isaac        |              |
| 4      | Đông Nhi     | Hồng Ngọc    | Đông Nhi     | Bảo Anh      | Tóc Tiên[b]  | Đông Nhi     | Tóc Tiên     | Isaac        | Tóc Tiên     | Tóc Tiên     |              |
| 5      | Isaac        | Bảo Anh      | Isaac        | Isaac        | PB Nation[b] | PB Nation[d] | PB Nation    | PB Nation    |              |              |              |
| 6      | PB Nation    | Isaac        | Bảo Anh      | PB Nation    | Hồng Ngọc    | Tóc Tiên[d]  |              |              |              |              |              |
| 7      | Bảo Anh      | PB Nation    | PB Nation    | Sơn Tùng     | Bảo Anh      | Bảo Anh      |              |              |              |              |              |
| 8      | Pha Lê       | Pha Lê       | Pha Lê       |              |              |              |              |              |              |              |              |

Chú thích
     Nhóm thi vắng mặt.
     Nhóm thi bị loại.
     Nhóm thi đồng hạng.
     Nhóm thi xuất sắc và giải Khán giả yêu thích nhất.
     Nhóm thi về nhất.
     Nhóm thi về nhì.
     Nhóm thi về ba.
^[a]  Nhóm của Isaac và Sơn Tùng M-TP đồng hạng nhì trong đêm thứ 6.
^[b]  Nhóm của Tóc Tiên và PB Nation đồng hạng ba trong đêm thứ 6.
^[c]  Nhóm của Giang Hồng Ngọc, Isaac và Sơn Tùng M-TP đồng hạng nhất trong đêm thi thứ 7.
^[d]  Nhóm của Tóc Tiên và PB Nation đồng hạng ba trong đêm thi thứ 7.
^[e]  Ở đêm diễn thứ 8, đội của Sơn Tùng M-TP chính thức từ bỏ chương trình, chính vì vậy tập này không có đội nào bị loại.

### Những màn trình diễn khác
Mở màn
| Đêm thi | Tiết mục                           | Nghệ sĩ                                                                 |
| ------- | ---------------------------------- | ----------------------------------------------------------------------- |
| 1       | Tiết mục nhảy "Hòa âm Ánh sáng"    | Jockers Rock (bài hát sáng tác bởi Hồ Hoài Anh)                         |
| 2       | Trình diễn DJ                      | DJ Trang Moon và DJ NJAY                                                |
| 3       | Trình diễn DJ cùng beatbox         | DJ Gin, DJ Melo và nghệ sĩ beatbox Mr. T                                |
| 4       | Trình diễn DJ                      | DJ Mike Hào                                                             |
| 5       | "Cây trúc xinh"/"Em đi chùa Hương" | Isaac, Đông Nhi, Tóc Tiên, Giang Hồng Ngọc, Hoàng Tôn, Hà Lê và Bảo Anh |
| 6       | Trình diễn DJ                      | DJ King Lady                                                            |
| 7       | Trình diễn DJ                      | DJ Mike Hào và DJ King Lady                                             |
| 8       | Trình diễn DJ và guitar            | DJ Lê Trình                                                             |
| 9       | Trình diễn DJ "Bay"                | DJ Hoàng Touliver                                                       |
| 10      | "Quả gì"                           | Đông Nhi, Isaac, Tóc Tiên và Giang Hồng Ngọc                            |
| 11      | Trình diễn DJ                      | DJ Gin                                                                  |

Khách mời
| Đêm thi | Tiết mục                                            | Nghệ sĩ                           |
| ------- | --------------------------------------------------- | --------------------------------- |
| 2       | Trình diễn vĩ cầm cùng DJ "La cumparsita"           | Nghệ sĩ vĩ cầm Hy Đạt và DJ Bruta |
| 3       | "Trời cho"/"Bốn chữ lắm" (phối khi bởi Hồ Hoài Anh) | Suboi và Trúc Nhân                |
| 4       | "Let Me Be Your Lover"/"She Rocks"                  | Thảo Trang                        |
| 5       | "Gặp xuân"/"Hơi thở mùa xuân"                       | Kiều Anh và Huyền Trang           |
| 6       | "Beautiful Girl"                                    | Cường Seven                       |
| 7       | "All About That Bass"/"Bang Bang"                   | Thái Trinh và Tiêu Châu Như Quỳnh |
| 8       | "Cây đa"                                            | Phạm Anh Khoa                     |
| 9       | "In Da Club"                                        | Tuấn Hưng                         |
| 10      | "Tỉnh giấc"                                         | Nhật Thủy Idol                    |
| 10      | "Buông tay"                                         | Bee.T                             |
| 11      | "Em đi tìm anh"                                     | Hồ Ngọc Hà và Noo Phước Thịnh     |

## Tiếp nhận

### Tiếp nhận báo chí
Trước khi ra mắt, Hòa âm ánh sáng đã được dự đoán sẽ "gây 'bão truyền hình'" bởi định dạng mới mẻ và sự tham gia của những nghệ sĩ trẻ đang nhận được nhiều chú ý.
Nhà báo Q.N. đến từ Tuổi trẻ Online đồng tình với ý kiến này, nhận xét thêm rằng phần xuất hiện của các ca sĩ trong tập đầu tiên đã "khiến chương trình có phần hào hứng, cuồng nhiệt hơn." Sự thu hút trong các bản phối của chương trình và những nghệ sĩ trình diễn sáng sân khấu cũng được ký danh này chỉ ra.

### Phản hồi từ giới chuyên môn
Nữ ca sĩ Thu Minh cho rằng cô là một người "ủng hộ thầm lặng" cho chương trình, dù vẫn lưu tâm đến phần thể hiện của các ca sĩ, tính kết hợp của các thành viên trong các nhóm và việc Hòa âm Ánh sáng bắt đầu trở nên "một màu". Tuy nhiên, Thu Minh vẫn trân trọng tâm huyết và công sức của những nghệ sĩ tham gia.
Trong bài phỏng vấn của mình với Thể thao & Văn hóa, DJ Trí Minh chỉ trích chất liệu âm nhạc lỗi thời của chương trình, khi phát biểu: "Thứ âm nhạc trong The Remix, tôi không nói cũ hay không hay, nhưng tôi đã được nghe cách đây 10 năm tại Áo" và khuyến khích khán giả Việt Nam tiếp cận hơn với "nhạc điện tử đương đại."